# Haven van Bilbao

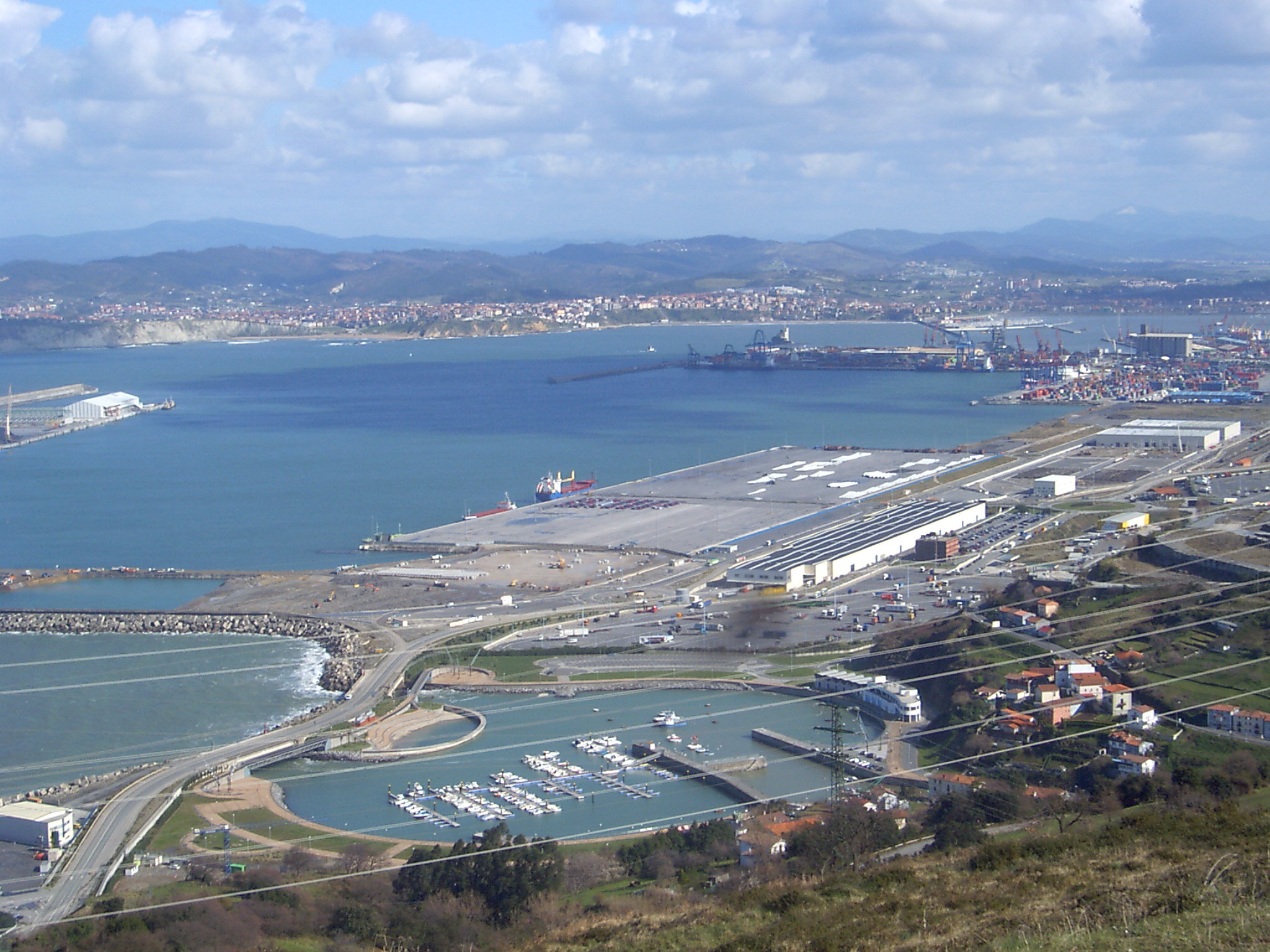
Haven van Bilbao, zicht van zee naar binnenland

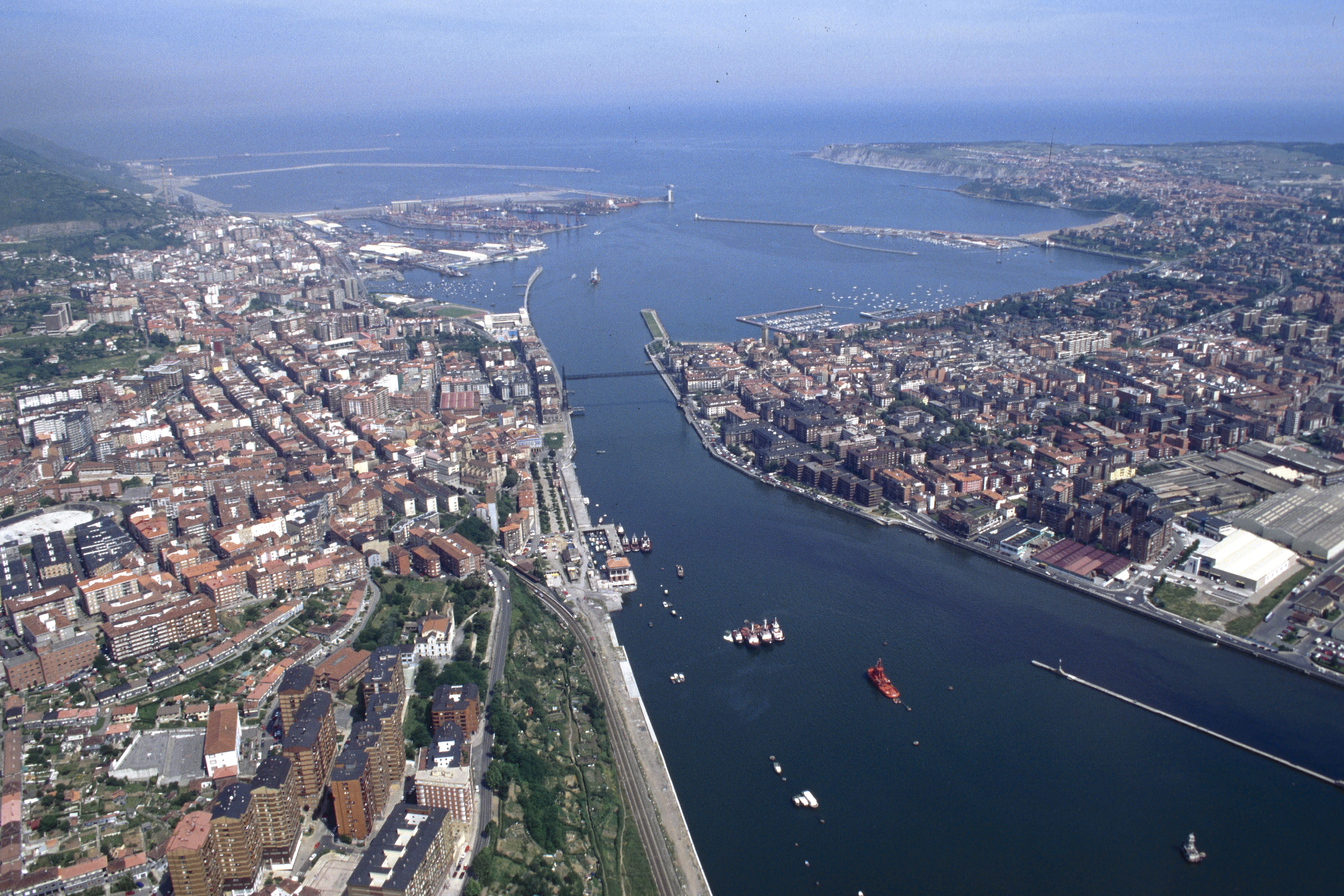
Zicht op de buitenhaven richting zee

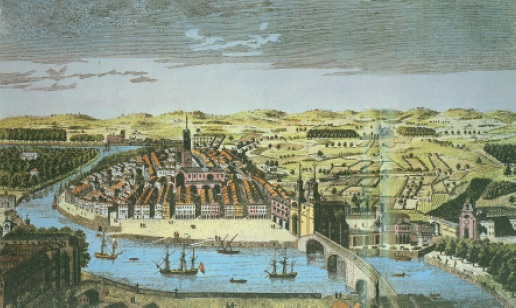
Schepen bij het oude stadscentrum van Bilbao (circa 15e eeuw)

De haven van Bilbao (Baskisch: Bilboko portua, Spaans: Puerto de Bilbao) is de grootste zeehaven aan de Cantabrische Zee en de Spaanse noordkust en zodoende heeft de stad Bilbao ook de grootste haven van het Baskenland. De haven valt in de maritieme provincie Bilbao.
De haven is gelegen in de Ría de Bilbao ('Ria van Bilbao'), aan de monding van de rivieren Ibaizabal en Nervión. Gemeten naar de hoeveelheid verscheepte goederen is het de vierde haven van heel Spanje.
In 2021 legde 2669 schepen aan in de haven. Er werd er 31,3 miljoen ton aan goederen verwerkt, waarvan 10,8 miljoen ton geladen en 20,4 miljoen ton gelost. Vooral vloeibare lading, zoals olie en olieproducten, maken ongeveer de helft van de overgeslagen goederen uit. Bijna 60% van de lading komt of gaat naar andere Europese landen. Er is ook een steiger voor cruiseschepen en er zijn veerdiensten op Portsmouth in Engeland en Rosslare in het zuidoosten van Ierland.

## Geschiedenis
De geschiedenis van de haven van Bilbao gaat op zijn minst zo'n 700 jaar terug.  De schepen voeren toen nog ver de rivier op en legden aan in de buurt van de muren van het oude stadscentrum. Hier vandaan werden goederen vanuit de Spaanse binnenlanden geëxporteerd en kwamen er producten uit Europa en de koloniën in Zuid-Amerika binnen. In 1511 werd de eerste organisatie opgericht om de 14 kilometer lange vaarweg van de kust naar de haven te verbeteren.
In 1602 werd Bilbao de hoofdstad van Biskaje en dit stimuleerde de groei. Door de ontdekking van ijzererts in de nabijheid, leidde de haven niet onder de economische crises die de rest van Spanje in de 17e eeuw in zijn greep had.
In 1804 kwam Simon Bernardo Zamácola met een plan voor een nieuwe haven in Abando om de dominante positie van Bilbao te ondermijnen. Dit plan werd door de bestuurders niet gewaardeerd en was aanleiding tot een volksopstand die bekend staat als zamacolada. Dit protest was succesvol en de nieuwe haven werd nooit gebouwd.
Met de industriële revolutie in de 19e eeuw namen de scheepsbouw, mijnbouw en staalverwerking sterk toe. Aan het begin van de 20e eeuw was de haven van Bilbao de rijkste stad van Spanje. In de regio was sprake van veel mijnbouw en de scheepvaart speelde een belangrijke rol om de mijnbouwproducten af te voeren. De staalindustrie was ook in belangrijk en de rivier en kaden werden verbeterd om grotere schepen te kunnen bedienen en het laden en lossen te versnellen.
Met de komst van grotere schepen werd de haven moeilijker bereikbaar. Een oplossing werd gezocht in een haven dichter bij de kust de kanalisatie van de Nervión. In 1887 begonnen de werkzaamheden bij Portugalete en hier werd de buitenhaven in 1904 voltooid.
In de tweede helft van de 20e eeuw breidde de haven zich verder uit richting de kust. Er kwamen terminals voor aardolieproducten en een raffinaderij. In de jaren tachtig kreeg de traditionele mijnbouw, de staalindustrie en scheepsbouw het moeilijker en deze bedrijven verdwenen. De haven  moest de commerciële activiteiten verleggen. Er kwamen grotere en langere kaden, mede door de komst van het containervervoer, en er werd gebaggerd om schepen met een grotere diepgang aan te kunnen. De meer landinwaarts gelegen kaden werden herontwikkeld en hier zijn nieuwe woongebouwen, parken en wandelpromenades gekomen. De meeste havenactiviteiten vinden sindsdien plaats aan de zeezijde van de Vizcayabrug.